# Тюрквидение-2021
Конкурс песни тюркского мира Тюрквидение 2021 (тур. Türkvizyon Türk Dünyası Şarkı Yarışması 2021) — должен был стать пятым ежегодным конкурсом песни «Тюрквидение», который планировалось провести в Туркестане (Казахстан). Изначально местом проведения конкурса был объявлен азербайджанский город Шуша.
На момент отмены конкурса только 3 страны подтвердили своё участие.

## Место проведения
В ноябре 2020 года ходили слухи, что «Тюрквидение-2021» состоится в азербайджанском городе Шуша. Эту информацию подтвердил генеральный координатор конкурса Ислам Багиров в декабре 2020 года. Позднее было объявлено, что конкурс состоится в Туркестане, находящемся в Казахстане.

## Участники
| Регион    | Исполнитель | Песня | Перевод | Язык |
| --------- | ----------- | ----- | ------- | ---- |
| Казахстан |             |       |         |      |
| Ногайцы   |             |       |         |      |
| Румыния   |             |       |         |      |